# 大叶石蝴蝶
大叶石蝴蝶（学名：Petrocosmea grandifolia）为苦苣苔科石蝴蝶属下的一个种。

## 扩展阅读
- 維基物種上的相關：大叶石蝴蝶